# Hirsutopalpis fasciata
Hirsutopalpis fasciata là một loài bướm đêm trong họ Noctuidae.